# یارکو روتو
یارکو روتو (فنلاندی: Jarkko Ruutu؛ زادهٔ ۲۳ اوت ۱۹۷۵) بازیکن هاکی روی یخ اهل فنلاند بود.
از باشگاه‌هایی که در آن بازی کرده‌است می‌توان به آناهایم داکس و ونکوور کناکز اشاره کرد.